# Persone di nome Tina
| Questa pagina contiene informazioni ricavate automaticamente dalle voci biografiche con l'ausilio del template Bio e di un bot. L'aggiornamento è periodico e automatico e ricostruisce completamente la pagina. Se manca una persona in questa lista, sei pregato di non aggiungerla, ma accertati piuttosto che la sua voce biografica contenga il template Bio e che i dati anagrafici siano correttamente compilati. Se il template Bio manca, inseriscilo tu stesso o, in alternativa, metti l'avviso {{tmp\|Bio}} che ne segnala la mancanza. Se i dati riportati sono sbagliati, correggi direttamente la voce biografica; le modifiche saranno visibili in questa lista entro pochi giorni. Per chiarimenti vedi il progetto antroponimi. La lista contiene solo le 75 persone che sono citate nell'enciclopedia e per le quali è stato implementato correttamente il template Bio. Pagina aggiornata al 22 giu 2025. |

Questa è una lista di persone presenti nell'enciclopedia che hanno il nome Tina, suddivise per attività principale.

## Astiste(1)
- Tina Šutej, astista slovena (Lubiana, n. 1988)

## Attrici(19)
- Tina Aumont, attrice statunitense (Los Angeles, n. 1946 - Port-Vendres, † 2006)
- Tina Dalakishvili, attrice e modella georgiana (Tbilisi, n. 1991)
- Tina Desai, attrice e modella indiana (Bangalore, n. 1987)
- Tina Engel, attrice tedesca (Hannover, n. 1950)
- Tina Femiano, attrice italiana (Napoli, n. 1943)
- Tina Gloriani, attrice, scultrice e pittrice italiana (Roma, n. 1935 - Roma, † 2024)
- Tina Hedström, attrice svedese (Solna, n. 1942 - Stoccolma, † 1984)
- Tina Holmes, attrice statunitense (New York City, n. 1973)
- Tina Huang, attrice statunitense (Dallas, n. 1981)
- Tina Lattanzi, attrice e doppiatrice italiana (Licenza, n. 1897 - Milano, † 1997)
- Tina Louise, attrice, cantante e scrittrice statunitense (New York, n. 1934)
- Tina Majorino, attrice e cantante statunitense (Westlake Village, n. 1985)
- Tina O'Brien, attrice televisiva britannica (Rusholme, n. 1983)
- Tina Pica, attrice italiana (Napoli, n. 1884 - Napoli, † 1968)
- Tina Romero, attrice messicana (New York, n. 1949)
- Tina Sloan, attrice statunitense (Bronxville, n. 1943)
- Tina Wiseman, attrice e cantante statunitense (Honolulu, n. 1965 - Freeport, † 2005)
- Tina Xeo, attrice italiana (Massa Lubrense, n. 1902 - Roma, † 1992)
- Tina Yuzuki, attrice e attrice pornografica giapponese (Tokyo, n. 1986)

## Attrici pornografiche(1)
- Tina Kay, ex attrice pornografica lituana (Alytus, n. 1985)

## Attrici teatrali(1)
- Tina Di Lorenzo, attrice teatrale italiana (Torino, n. 1872 - Milano, † 1930)

## Avvocate(1)
- Tina Lagostena Bassi, avvocata e politica italiana (Milano, n. 1926 - Roma, † 2008)

## Biatlete(1)
- Tina Bachmann, biatleta tedesca (Schmiedeberg, n. 1986)

## Calciatrici(1)
- Tina Marolt, calciatrice slovena (Velenje, n. 1996)

## Canoiste(1)
- Tina Dietze, canoista tedesca (n. 1988)

## Cantanti(9)
- Tina Allori, cantante italiana (Poggio a Caiano, n. 1924 - Amatrice, † 1989)
- Tina Centi, cantante italiana (Macerata, n. 1933 - Milano, † 1991)
- Tina Charles, cantante britannica (Londra, n. 1954)
- Tina Cousins, cantante britannica (Leigh-on-Sea, n. 1974)
- Tina Dico, cantante e cantautrice danese (Aarhus, n. 1977)
- Tina Harris, cantante statunitense (Maryland, n. 1975)
- Tina Polito, cantante italiana (Fondi, n. 1953)
- Bobbie Singer, cantante austriaca (Linz, n. 1981)
- Tina Vukov, cantante croata (Fiume, n. 1985)

## Cantautrici(2)
- Tina Barrett, cantautrice e attrice inglese (Londra, n. 1976)
- Tina Nicoletta, cantautrice, musicista e scrittrice italiana (Crotone, n. 1961 - Roma, † 2023)

## Cestiste(7)
- Tina Charles, cestista statunitense (New York, n. 1988)
- Tina Jakovina, cestista slovena (Postumia, n. 1992)
- Tina Jovanović, cestista serba (Sarajevo, n. 1991)
- Tina Menz, ex cestista tedesca (Berlino, n. 1988)
- Tina Periša, ex cestista croata (Sebenico, n. 1984)
- Tina Thompson, ex cestista e allenatrice di pallacanestro statunitense (Los Angeles, n. 1975)
- Tina Trebec, cestista slovena (Postumia, n. 1990)

## Conduttrici televisive(1)
- Tina Kandelaki, conduttrice televisiva, giornalista e produttrice televisiva russa (Tbilisi, n. 1975)

## Danzatrici(1)
- Tina Ramirez, ballerina, coreografa e direttrice artistica statunitense (Caracas, n. 1929 - New York, † 2022)

## Drammaturghe(1)
- Tina Howe, drammaturga, traduttrice e sceneggiatrice statunitense (New York, n. 1937 - New York, † 2023)

## Filosofe(1)
- Tina Mirella Manferdini, filosofa italiana (San Venanzio di Galliera, n. 1927 - Bologna, † 2005)

## Fondiste(1)
- Tina Bay, ex fondista norvegese (Odda, n. 1973)

## Insegnanti(1)
- Tina Zuccoli, insegnante, viaggiatrice e fotografa italiana (Imola, n. 1928 - Modena, † 2006)

## Judoka(1)
- Tina Trstenjak, judoka slovena (Celje, n. 1990)

## Medici(1)
- Tina Strobos, medico e psichiatra olandese (Amsterdam, n. 1920 - Rye, New York, † 2012)

## Nuotatrici(1)
- Tina Gustafsson, ex nuotatrice svedese (n. 1962)

## Pallamaniste(1)
- Tina Bøttzau, ex pallamanista danese (n. 1971)

## Pallavoliste(1)
- Tina Lipicer, pallavolista slovena (San Pietro-Vertoiba, n. 1979)

## Partigiane(1)
- Tina Costa, partigiana e sindacalista italiana (Gemmano, n. 1925 - Roma, † 2019)

## Pattinatrici di short track(1)
- Tina Grassow, pattinatrice di short track tedesca (Sebnitz, n. 1988)

## Pianiste(1)
- Tina Lerner, pianista russa (Odessa, n. 1889 - † 1947)

## Pittrici(1)
- Tina Blau, pittrice austriaca (Vienna, n. 1845 - Vienna, † 1916)

## Politiche(3)
- Tina Anselmi, politica e partigiana italiana (Castelfranco Veneto, n. 1927 - Castelfranco Veneto, † 2016)
- Tina Smith, politica statunitense (Albuquerque, n. 1958)
- Tina Stowell, politica britannica (Beeston, n. 1967)

## Saltatrici con gli sci(1)
- Tina Erzar, saltatrice con gli sci slovena (n. 2008)

## Sciatrici alpine(3)
- Tina Bogataj, ex sciatrice alpina slovena (n. 1977)
- Tina Poloni, ex sciatrice alpina italiana (n. 1940)
- Tina Robnik, ex sciatrice alpina slovena (Luče, n. 1991)

## Scrittrici(1)
- Tina DeRosa, scrittrice e poetessa statunitense (Chicago, n. 1944 - Park Ridge, † 2007)

## Skeletoniste(1)
- Tina Hermann, skeletonista tedesca (Colonia, n. 1992)

## Slittiniste(1)
- Tina Unterberger, ex slittinista austriaca (Bad Ischl, n. 1986)

## Tenniste(3)
- Tina Križan, ex tennista jugoslava (Maribor, n. 1974)
- Tina Mochizuki, ex tennista statunitense (Los Angeles, n. 1952)
- Tina Pisnik, ex tennista slovena (Maribor, n. 1981)

## Teologhe(1)
- Tina Beattie, teologa britannica (Lusaka, n. 1955)

## Tuffatrici(1)
- Tina Punzel, tuffatrice tedesca (Dresda, n. 1995)

## Senza attività specificata(1)
- Tina De Mola, soubrette, attrice e cantante italiana (Milano, n. 1923 - Roma, † 2012)